# Afrykańska Liga Mistrzyń
Afrykańska Liga Mistrzyń (ang. CAF Women's Champions League) – klubowe międzynarodowe rozgrywki piłkarskie kobiet prowadzone przez CAF, jako równoległe do męskiej Afrykańskiej Ligi Mistrzów.

## Historia
Rada wykonawcza CAF w dniu 30 czerwca 2020 r. odwołała tegoroczny Puchar Narodów Afryki z powodu Pandemii COVID-19 i zatwierdziła utworzenie CAF Women's Champions League. Turniej rozpoczął się 12 września 2021 r.

## Format
W pierwszej edycji turnieju o udział w turnieju walczyli mistrzowie z każdej 6 stref CAF. Dołączył do nich również gospodarz i mistrz kraju, który jest aktualnym mistrzem Pucharu Narodów Afryki (tylko w tej edycji). Turniej jest obecnie rozgrywany w dwóch grupach po cztery zespoły.

## Finały
| 2021 Szczegóły | Mamelodi Sundowns | 2:0 | Hasaacas Ladies | AS FAR | 3:1 | Malabo Kings | 8 |

## Klasyfikacja medalowa
| Miejsce | Kraj              | Klub              | 1. miejsca | 2. miejsca | 3. miejsca | Razem | Lata zwycięstw | Lata zdobycia 2 miejsc | Lata zdobycia 3 miejsc |
| ------- | ----------------- | ----------------- | ---------- | ---------- | ---------- | ----- | -------------- | ---------------------- | ---------------------- |
| 1.      | Południowa Afryka | Mamelodi Sundowns | 1          | 0          | 0          | 1     | 2021           |                        |                        |
| 2.      | Ghana             | Hasaacas Ladies   | 0          | 1          | 0          | 1     |                | 2021                   |                        |
| 3.      | Maroko            | AS FAR            | 0          | 0          | 1          | 1     |                |                        | 2021                   |

## Osiągnięcia krajowe
| Miejsce | Kraj              | 1. miejsca | 2. miejsca | 3. miejsca | Razem |
| ------- | ----------------- | ---------- | ---------- | ---------- | ----- |
| 1.      | Południowa Afryka | 1          | 0          | 0          | 1     |
| 2.      | Ghana             | 0          | 1          | 0          | 1     |
| 3.      | Maroko            | 0          | 0          | 1          | 1     |